# Jardin Tiki
Pour les articles homonymes, voir Jardin (homonymie) et Tiki (homonymie).
Jardin Tiki était un restaurant buffet à thème culture Tiki ouvert en 1986 à Montréal, Québec et qui a fermé le 28 mars 2015.

## Histoire
Jardin Tiki a été ouvert par Douglas Chan, un immigrant chinois qui est arrivé à Montréal dans les années 1950 et a travaillé comme serveur à Kon-Tiki, un restaurant de renommée sur le thème des tikis, situé de 1958 à 1981 au 1455 rue Peel, à l’ancien Hôtel Mont-Royal au centre-ville de Montréal. Chan, qui a quitté Kon-Tiki dans les années 1970, a ouvert son premier restaurant Tiki Doré en 1974 au 6976 rue Sherbrooke est, à Montréal. Lors d'une vente aux enchères organisée après la fermeture du restaurant Kon-Tiki en 1981, Chan a racheté de nombreux éléments du décor du restaurant Kon-Tiki afin de les utiliser dans un autre restaurant plus spacieux qu'il souhaitait ouvrir. Il a fondé une nouvelle entreprise le 14 février 1985 et l'année suivante a ouvert son deuxième restaurant Jardin Tiki avec l'aide de ses copropriétaires de l'époque, Albert Wong et Paul Yee, dans un ancien concessionnaire automobile. Chan a vendu le restaurant Tiki Doré en 1990. Le restaurant Tiki Doré a fermé ses portes en janvier 2000.
Le Jardin Tiki était situé au 5300, rue Sherbrooke est, à Montréal, en face du village olympique dans le quartier Hochelaga-Maisonneuve. Il était réputé pour son décor kitsch polynésien, son grand atrium rempli de plantes tropicales et son étang avec des tortues vivantes. Il a reçu des critiques élogieuses dans le livre de James Teitelbaum sur le phénomène pop-polynésien, "Tiki Road Trip",. Le buffet à volonté servait de la cuisine chinoise canadienne.
Danny Chan, fils de Douglas Chan, décédé en 2002, a repris les affaires de son père. Selon son dernier propriétaire, le seul jour où le Jardin Tiki avait été fermé était le jour des funérailles de son père.

## Fermeture
Le Jardin Tiki a fermé ses portes le 28 mars 2015. Le terrain et le bâtiment (y compris le décor) ont été achetés par le magnat de la maison de retraite Eddy Savoie des Résidences Soleil pour permettre la construction d'une nouvelle résidence pour personnes âgées sur le site.

## Anecdotes
Des scènes du film de 1998 C't'à ton tour, Laura Cadieux, de la série télévisée de 2006 René Lévesque et du film de 2008 Truffe de Kim Nguyen ont été tournées au Jardin Tiki.

## Galerie

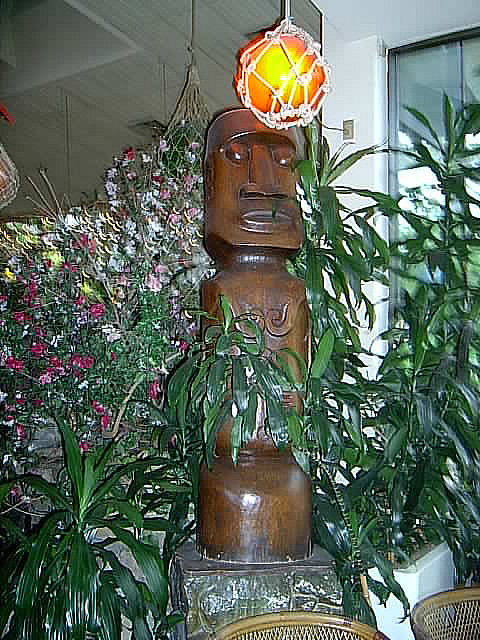
Statue Tiki, 2004.
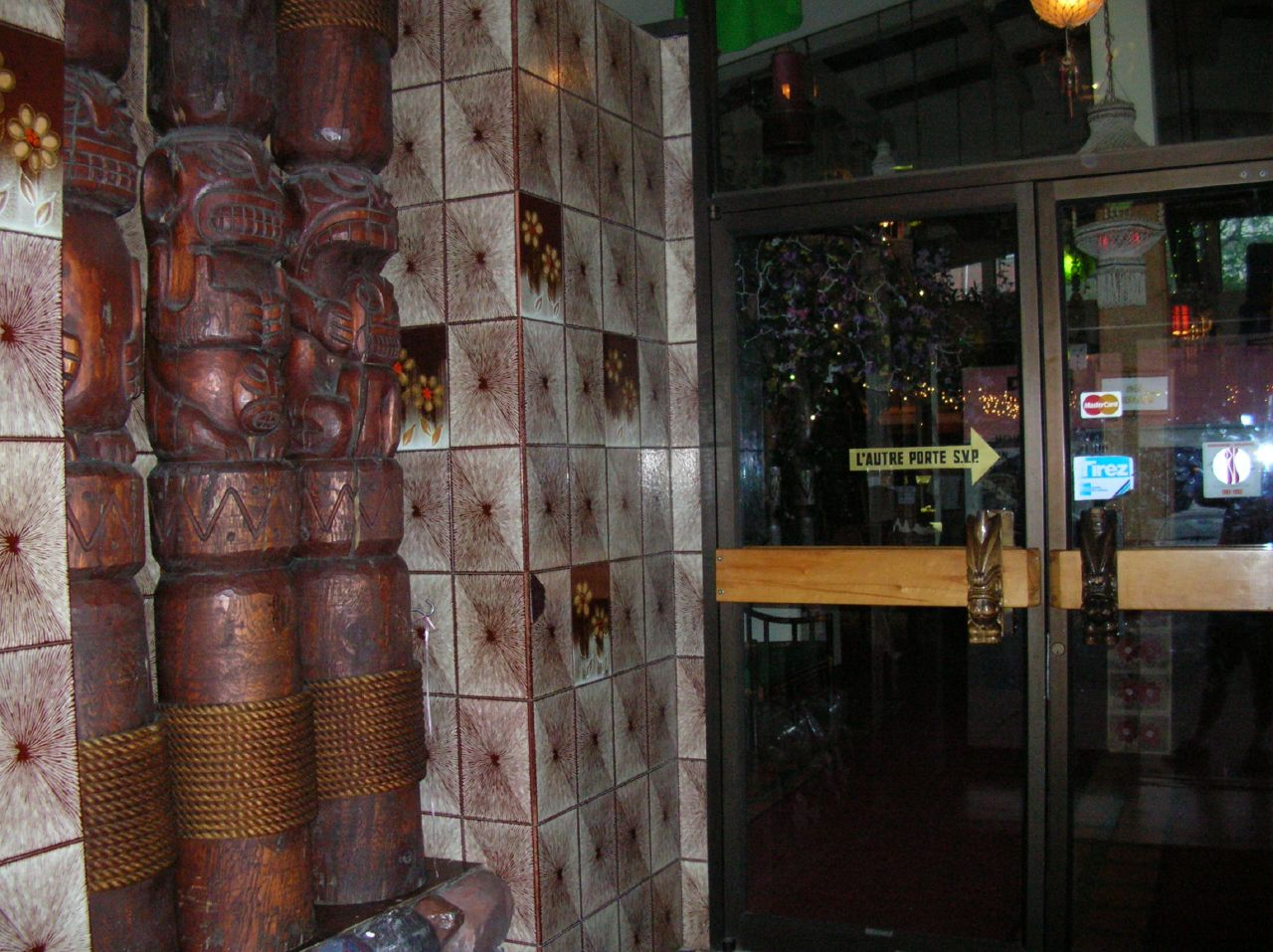
Porte d'entrée, 2005.
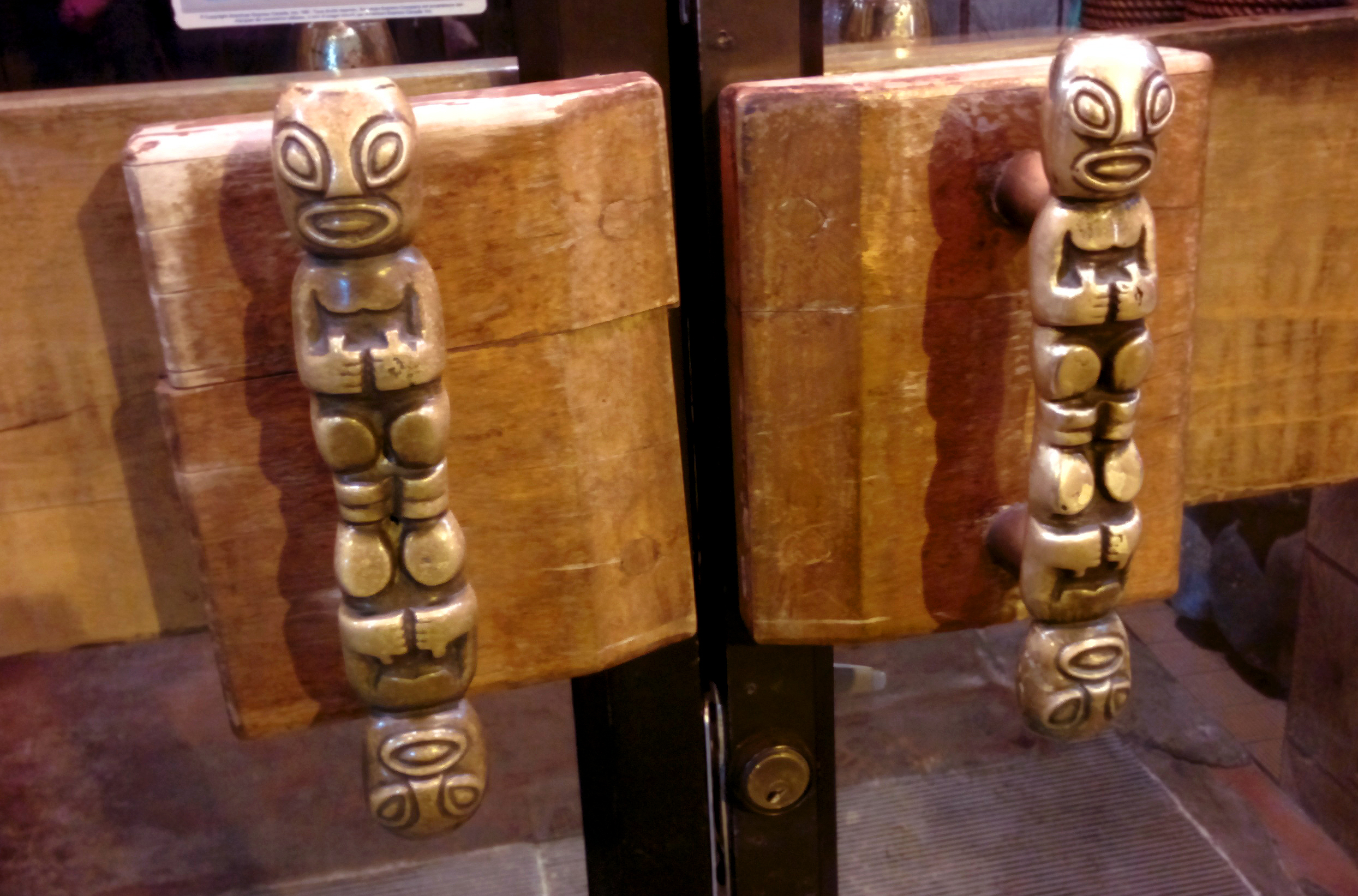
Poignées de porte sur le thème Tiki.
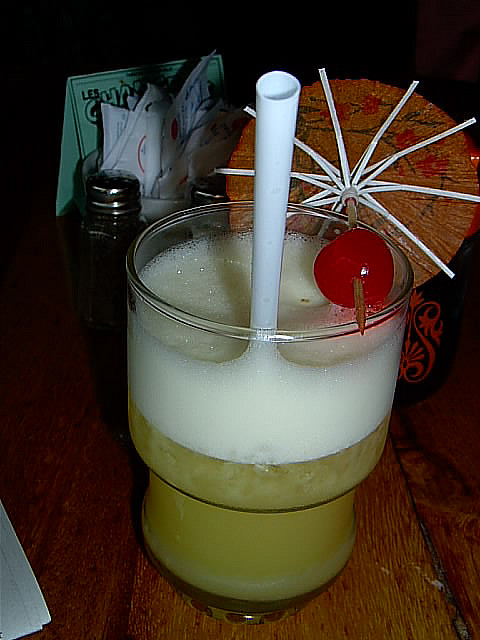
Un cocktail au Jardin Tiki.
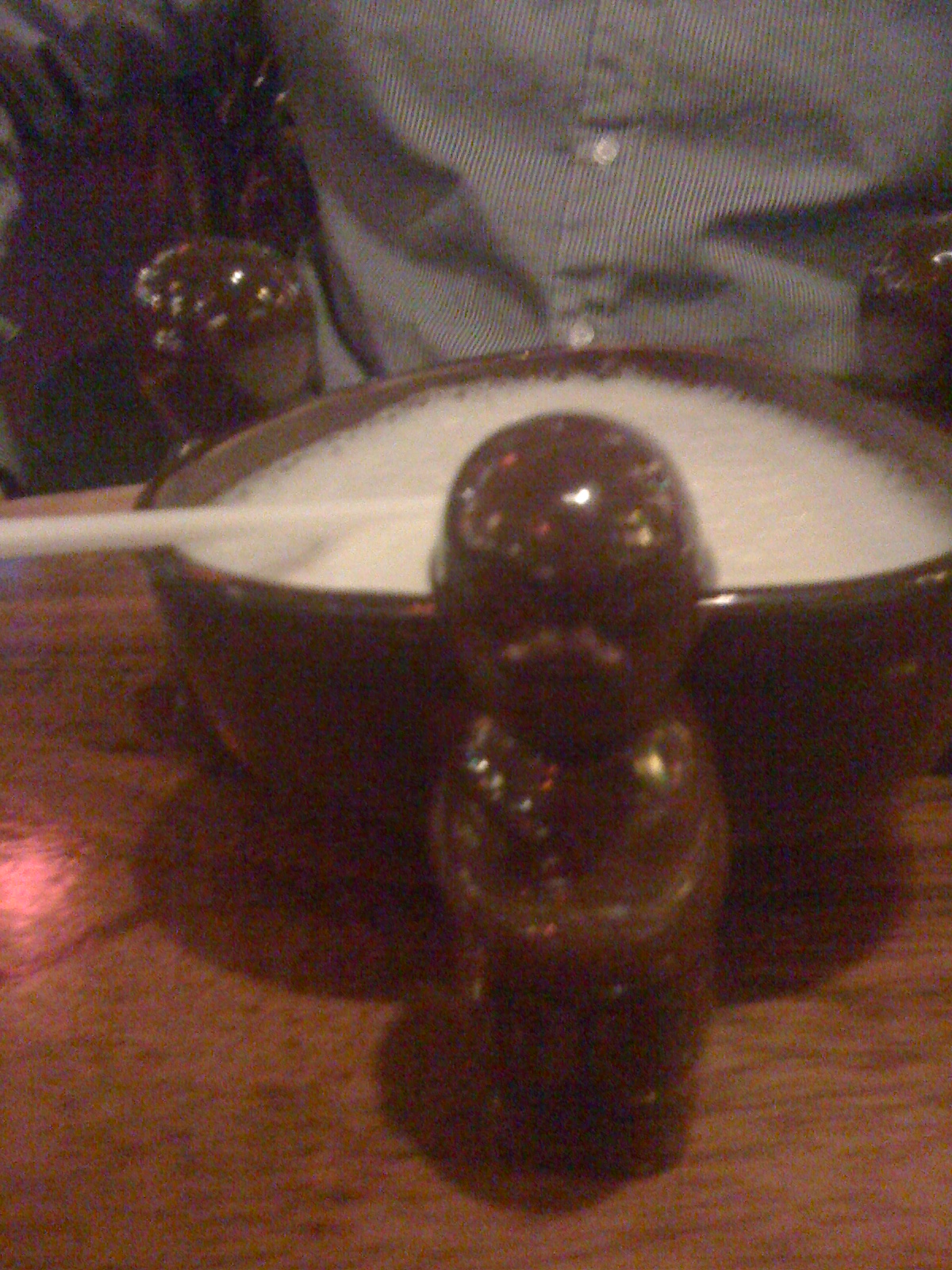
Un cocktail au Jardin Tiki.